# 5216-os mellékút (Magyarország)
Az 5216-os mellékút egy rövid, alig több, mint 3 kilométeres hosszúságú, négy számjegyű mellékút Bács-Kiskun vármegye területén; Solt központjának elkerülésével biztosít összeköttetést az 52-es és az 53-as főutak közt.

## Nyomvonala
Az 52-es főútból ágazik ki, annak a 46+650-es kilométerszelvénye közelében, Solt keleti külterületei között, délnyugati irányban. Két kisebb iránytöréstől eltekintve végig a kiindulási irányát követi, és lakott területekkel sem találkozik, leszámítva Solt Tételhegy nevű külterületi városrészét, amelynek házai mellett nagyjából 2,8 kilométer megtételét követően halad el. Nem sokkal azután véget is ér, beletorkollva az 53-as főútba, annak a 2+550-es kilométerszelvénye közelében.
Teljes hossza, az országos közutak térképes nyilvántartását szolgáló kira.gov.hu adatbázisa szerint 3,255 kilométer.

## Története
1934-ben a kereskedelem- és közlekedésügyi miniszter 70 846/1934. számú rendelete másodrendű főúttá nyilvánította, a maival egyezően 52-es útszámozást viselő Kecskemét-Dunaföldvár főút részeként.